# Dōbutsu Olympic Taikai
Dōbutsu Olympic Taikai (jap. 動物オリムピック大会, dt. etwa „Olympische Spiele der Tiere“) ist ein Anime-Kurzfilm von 1928. Die in schwarz-weiß und als Stummfilm entstandene Komödie ist auch bekannt als Animal Olympic Games oder Animal Olympics, obwohl sie außerhalb Japans keine zeitgenössische Veröffentlichung erfuhr. Der Film gilt als erster deutlich als solcher erkennbarer Sport-Anime. Auch wenn Sport bereits in älteren Produktionen vorkam, ist das Thema in Dōbutsu Olympic Taikai erstmals zentral.

## Inhalt
Bei den Olympischen Spielen der Tiere messen sich die unterschiedlichsten Tierarten in den sportlichen Disziplinen. Affen turnen am Reck, Bären und Nilpferde schwimmen und Kängurus und Schweine boxen gegeneinander. Im 800-Meter-Lauf gewinnt eine Ente gegen eine Bulldogge, ein Nilpferd und ein Kamel. Ein Eisbär tritt im Stabhochsprung an und die Schweine versuchen, sich beim Hürdenlauf mit Ballons einen Vorteil zu verschaffen, stürzen jedoch ab.

## Produktion und Veröffentlichung
Der Film war inspiriert von den im gleichen Jahr stattfindenden Spielen in Amsterdam. Er entstand in Yasuji Muratas Filmstudio Yokohama Cinema Shōkai, Murata selbst war Regisseur und für die Animation verantwortlich. Das Werk gilt als sein bedeutendstes. Das Drehbuch schrieb Chūzō Aochi und als Animatoren waren Koji Iida und Yukikiyo Ueno beteiligt.
Der Film wurde am 4. November 1928 von der japanischen Zensurbehörde zugelassen und danach in japanischen Kinos vorgeführt.